# Carl Wilhelm Swedman
Carl Wilhelm Swedman (Svedman), född 16 oktober 1762, död 22 oktober 1840 i Stockholm, var en svensk hovmålare, tecknare, grafiker och lärare vid Konstakademiens principskola.

## Biografi

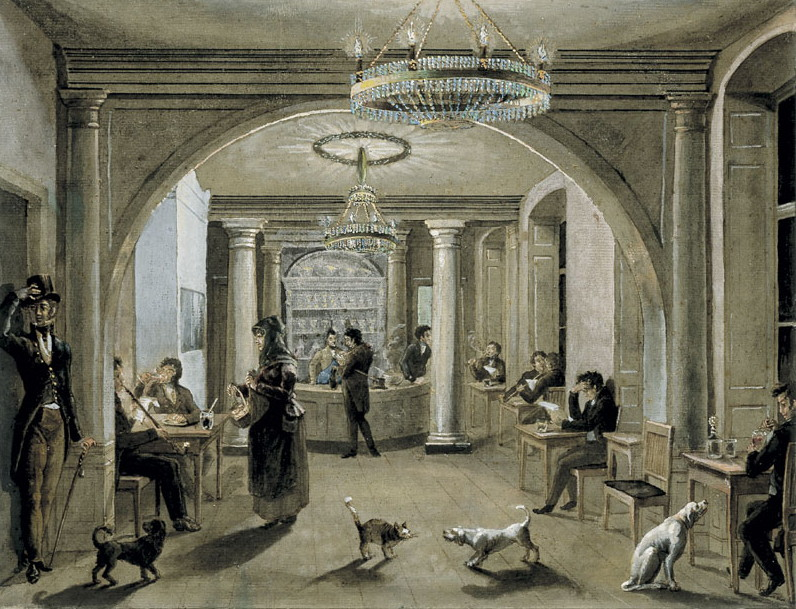
Interiör av Bayards källare vid Södermalmstorg, Stockholm.

Swedman var gift med Eleonora Catharina Heimberger. Swedman började troligen som ritbiträde till skeppsbyggmästaren Fredrik Henrik af Chapman vid Djurgårdsvarvet i Stockholm. Han skrevs in vid Konstakademien 1779 som Chapmans pupill och i ett brev till Louis Masreliez söker Carl August Ehrensvärd intressera Masreliez för en ung artist som har en stor begåvning. Som elev till Masreliez vid modellskolan deltog Swedman i akademiens pristävling 1787 med ett ämne ur Iliaden som belönades med den största Prix Medaille i Silfver. 
Han medverkade flitigt i akademiens utställningar 1787–1803 och belönades flera gånger med olika medaljer och hedersomnämnanden. I akademiens protokoll kan man utläsa att Swedman räknades till akademiens mest begåvade elever. Han blev agré 1796 och fick samma år efterträda Olof Fredsberg som tecknare vid akademiens principskola en tjänst som han skötte fram till sin död. Han blev ledamot av Konstakademien 1800 och samma år utnämndes han till hovmålare. Trots att han lämnat Chapman för studier upprätthöll han kontakten med skeppsbyggmästaren och utförde som en nyårshälsning' en allegorisk komposition med dennes porträtt 1803. 
Man vet att han besökte Karlskrona 1798 och 1804 troligen för att besöka Chapman och 1805 utfärdades ett pass för  Chapman och Swedman för en ganska angelägen resa till Carlscrona. Till Johan Gabriel Oxenstjernas utgåva av Gustav III:s Skrifter i politiska och vittra ämnen utförde Swedman ett antal illustrationer och i London utkom D Dightons bok Costume of Sweden 1822 där Swedman utfört förlagorna till de handkolorerade litografierna. Bland hans offentliga arbeten märks altartavlorna i Stockholms-Näs kyrka, Faringe kyrka, Värmskogs kyrka och Närtuna kyrka. Hans konst består av illustrationer, porträtt och landskapsskildringar. 
Flera av hans landskapsbilder är reproducerade i serien Allhems landskapsböcker 1953–1964. Swedman är representerad vid Sjöhistoriska museet i Stockholm, Krigsarkivet, Nationalmuseum, Linköpings konstmuseum, Uppsala universitetsbibliotek, Stockholms stadsmuseum, Blekinge museum och Norrköpings konstmuseum.